# 雲峰寺

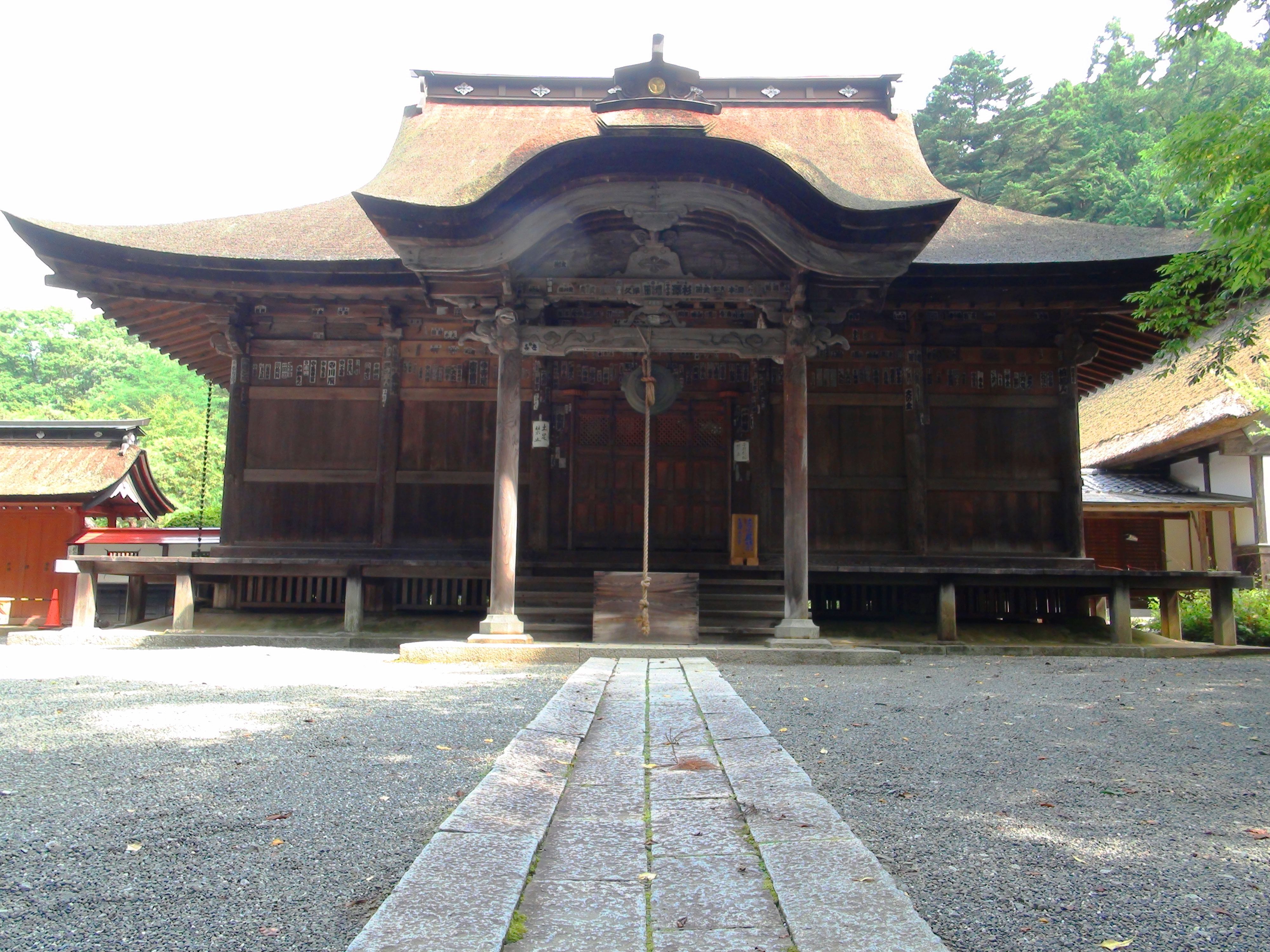
本堂（重要文化財）

雲峰寺（うんぽうじ）は、山梨県甲州市塩山上荻原にある寺院。臨済宗妙心寺派の寺院で、本尊は十一面観音像（裂石観音）。山号は裂石山（さけいしざん）。

## 沿革
甲府盆地東部を流れる笛吹川支流の重川上流部、青梅往還を大菩薩峠へ向かう登山道沿いに立地する。寺伝によれば、もとは真言宗もしくは天台宗寺院で、天平17年（745年）に行基が大石が裂け一夜にして生えた萩木から本尊の十一面観音を彫刻し、開山したと伝えられている。
室町時代には恵林寺住職の絶海中津が観音堂改修の浄財勧募を行っており（『絶海録』）この頃には恵林寺末寺として臨済宗に改修していたものと考えられている。戦国期には甲府（甲府市）が甲斐守護武田氏の本拠となるが、雲峰寺は甲府の鬼門に位置するため、『甲斐国志』に拠れば武田氏の祈願所となっていたという。天文年間に火災に遭い、紹謹禅師の尽力と甲斐守護武田信虎・晴信（信玄）の支援により復興された（「雲峰寺文書」）。永禄元年（1558年）9月25日に晴信は住職芳書記室に武運長久祈願を命じている。

## 御旗
天正10年（1582年）に武田勝頼が一族とともに天目山の戦いで滅亡した時、武田家の家宝である 「日の丸の御旗」、「孫子の旗」、「諏訪神号旗」、「馬標旗」（武田家の末裔と言われた三菱創業の岩崎彌太郎の家紋「三階菱」の元になったと言われる）などを山伝いに運んだとされる。現在も6旒保存され（山梨県指定文化財）、寺宝として保存され宝物殿で見ることができる。
近世には徳川氏から寺領安堵を受けている。

## 伽藍
- 本堂
- 庫裏
- 書院
- 仁王門

## 文化財

### 重要文化財（国指定）
- 本堂 - 室町時代後期の建立。桁行五間、梁間五間、一重、入母屋造、向拝一間、唐破風造、檜皮葺。昭和24年（1949年）02月18日指定。
- 庫裏 - 江戸時代前期の建立。桁行19.3m、梁間9.1m、東側面庇付、一重、切妻造、妻入、庇葺きおろし、茅葺。昭和24年（1949年）02月18日指定。
- 書院 - 江戸時代中期（1716年）の建立。桁行14.6m、梁間9.1m、一重、寄棟造、茅葺。昭和24年（1949年）02月18日指定。
- 仁王門 - 室町時代後期の建立。三間一戸八脚門、入母屋造、銅板葺。昭和24年（1949年）02月18日指定。

## 交通
塩山駅から大菩薩登山口行きバスに乗車し、終点で下車して徒歩5分で到着する。